# Вайвонец
Вайвонец (Войвонец, Войванец) — река в России, протекает по территории Медвежьегорского и Сегежского районов Карелии.

## Общие сведения
Устье реки находится в 31 км от устья реки Сегежи по правому берегу. Длина реки составляет 44 км, площадь водосборного бассейна — 338 км². Имеет правый приток Пропасть.
Населённых пунктов на реке нет. В 12 км на юго-запад-запад от истока реки находится деревня Шалговаара, в 8 км на северо-восток от её устья — посёлок Табойпорог. В 10 км восточнее устья реки проходит трасса Кола.

## Фотография
|  |

## Данные водного реестра
По данным государственного водного реестра России относится к Баренцево-Беломорскому бассейновому округу, водохозяйственный участок реки — бассейн озера Выгозеро до Выгозерского гидроузла, без реки Сегежа до Сегозерского гидроузла. Речной бассейн реки — бассейны рек Кольского полуострова и Карелии, впадает в Белое море.
Код объекта в государственном водном реестре — 02020001212102000006179.